# Richard Müller-Mattil
Richard Müller-Mattil (* 22. Mai 1873 in Sembach; † 23. Dezember 1961 in Heidelberg) war ein deutscher Jurist, Politiker und Landessynodalpräsident.

## Leben und Beruf
Richard Müller-Mattil studierte Jura und promovierte 1895 in Würzburg. Anschließend absolvierte er in Kaiserslautern den Vorbereitungsdienst für den höheren Justiz- und Verwaltungsdienst, ehe er 1900 in den bayerischen Staatsdienst eintrat. Nach mehreren Stationen in verschiedenen pfälzischen Städten war er von 1905 bis 1920 Rechtsrat in Ludwigshafen am Rhein. Danach war er als Rechtsanwalt tätig und war erster Landessynodalpräsident in der Pfalz.

## Politik
1920 kandidierte Müller-Mattil erfolglos für die DDP für das Amt des Bürgermeisters in Ludwigshafen am Rhein. Von 1924 bis 1928 war er für den Deutschen Block der DDP Abgeordneter im Bayerischen Landtag.